# Lega Nazionale B 2011-2012 (hockey su ghiaccio)
La stagione 2011-2012 della Lega Nazionale B è iniziata il 9 settembre 2011.

## Partecipanti
| Squadra           | Città             | Pista                 | Capacità |
| ----------------- | ----------------- | --------------------- | -------- |
| Ajoie             | Porrentruy        | Voyeboeuf             | 4.000    |
| Basilea Sharks    | Basilea           | St. Jakob-Arena       | 6.612    |
| La Chaux-de-Fonds | La Chaux-de-Fonds | Patinoire des Mélèzes | 6.300    |
| GCK Lions         | Zurigo            | KEK Küsnacht          | 1.800    |
| Langenthal        | Langenthal        | Kunsteisbahn Schoren  | 4.320    |
| Losanna           | Losanna           | Patinoire de Malley   | 9.265    |
| Olten             | Olten             | Eishalle Kleinholz    | 6.500    |
| Sierre            | Sierre            | Patinoire de Graben   | 4.500    |
| Thurgau           | Weinfelden        | Bodensee Arena        | 4.000    |
| Visp              | Visp              | Litterna-Halle        | 4.300    |

## Regular Season

### Classifica
| Pos. | Squadra          | G  | V  | VS | PS | P  | GF  | GF  | Diff. | Pt. | Qualificazione o retrocessione |
| ---- | ---------------- | -- | -- | -- | -- | -- | --- | --- | ----- | --- | ------------------------------ |
| 1    | Lausanne HC      | 45 | 31 | 4  | 1  | 9  | 186 | 115 | 71    | 102 | Playoff                        |
| 2    | SC Langenthal    | 45 | 27 | 1  | 4  | 13 | 157 | 110 | 47    | 87  | Playoff                        |
| 3    | Chx-de-Fds       | 45 | 24 | 3  | 4  | 14 | 155 | 127 | 28    | 82  | Playoff                        |
| 4    | EHC Visp         | 45 | 22 | 4  | 2  | 17 | 170 | 150 | 20    | 76  | Playoff                        |
| 5    | EHC Basel Sharks | 45 | 17 | 3  | 6  | 19 | 132 | 142 | -10   | 63  | Playoff                        |
| 6    | GCK Lions        | 45 | 19 | 2  | 2  | 22 | 122 | 134 | -12   | 63  | Playoff                        |
| 7    | EHC Olten        | 45 | 16 | 6  | 3  | 20 | 152 | 146 | 6     | 63  | Playoff                        |
| 8    | HC Ajoie         | 45 | 16 | 3  | 2  | 24 | 119 | 154 | -35   | 56  | Playoff                        |
| 9    | HC Thurgau       | 45 | 11 | 3  | 4  | 27 | 118 | 170 | -52   | 43  |                                |
| 10   | HC Sierre        | 45 | 9  | 4  | 5  | 27 | 114 | 177 | -63   | 40  |                                |

### Statistiche[1]
| #   | Nome              | Squadra              | PG | G  | A  | Pt |
| --- | ----------------- | -------------------- | -- | -- | -- | -- |
| 1.  | Jeff Campbell     | SC Langenthal        | 45 | 30 | 38 | 68 |
| 2.  | Brent Kelly       | SC Langenthal        | 45 | 27 | 41 | 68 |
| 3.  | Marco Charpentier | HC La Chaux-de-Fonds | 45 | 27 | 33 | 60 |
| 4.  | Oliver Setzinger  | Lausanne HC          | 45 | 26 | 32 | 58 |
| 5.  | Stefan Tschannen  | SC Langenthal        | 42 | 23 | 32 | 55 |
| 6.  | Luca Triulzi      | EHC Visp             | 44 | 20 | 31 | 51 |
| 7.  | Alain Brunold     | EHC Visp             | 45 | 20 | 30 | 50 |
| 8.  | Dominic Forget    | EHC Visp             | 44 | 20 | 30 | 50 |
| 9.  | Tomas Dolana      | EHC Visp             | 45 | 18 | 32 | 50 |
| 10. | Derek Cormier     | HC Sierre            | 41 | 13 | 37 | 50 |

LEGENDA:

PG= Partite Giocate, G= Goal, A= Assist, Pts=Punti

## Playoff

### Statistiche[1]
| #   | Nome              | Squadra              | PG | G  | A  | Pt |
| --- | ----------------- | -------------------- | -- | -- | -- | -- |
| 1.  | Brent Kelly       | SC Langenthal        | 17 | 4  | 18 | 22 |
| 2.  | Oliver Setzinger  | Lausanne HC          | 15 | 13 | 8  | 21 |
| 3.  | Stefan Tschannen  | SC Langenthal        | 17 | 9  | 11 | 20 |
| 4.  | Colby Genoway     | Lausanne HC          | 15 | 6  | 10 | 16 |
| 5.  | Jeff Campbell     | SC Langenthal        | 17 | 8  | 6  | 14 |
| 6.  | Benoit Mondou     | HC La Chaux-de-Fonds | 14 | 6  | 7  | 13 |
| 7.  | Noel Guyaz        | SC Langenthal        | 15 | 7  | 4  | 11 |
| 8.  | Marco Charpentier | HC La Chaux-de-Fonds | 14 | 5  | 6  | 11 |
| 9.  | Bernie Sigrist    | Lausanne HC          | 15 | 5  | 6  | 11 |
| 10. | Michael Neininger | HC La Chaux-de-Fonds | 14 | 7  | 3  | 10 |
| 11. | Michael Bochatay  | HC La Chaux-de-Fonds | 14 | 5  | 5  | 10 |
| 12. | Valentin Wirz     | Lausanne HC          | 15 | 3  | 7  | 10 |

LEGENDA:

PG= Partite Giocate, G= Goal, A= Assist, Pts=Punti

## Spareggio LNA/LNB
|  | Finale       |              |              |              |   |   |   |   |   |   |  |
|  |              |              |              |              |   |   |   |   |   |   |  |
|  | Ambrì-Piotta | Ambrì-Piotta | Ambrì-Piotta | Ambrì-Piotta | 3 | 3 | 1 | 3 | 3 | 4 |  |
|  | Langenthal   | Langenthal   | Langenthal   | Langenthal   | 1 | 0 | 3 | 1 | 0 | 1 |  |